# Západohercegovský kanton
Západohercegovský kanton je jeden z deseti kantonů Federace Bosny a Hercegoviny. Jeho hlavním městem je Široki Brijeg.

## Charakteristika kantonu
Kanton leží na jihu země, u hranice s Chorvatskem. Na severu hraničí s Kantonem 10, na východě s Hercegovsko-Neretvanským kantonem a na západě s jižním cípem chorvatské Dalmácie. Patří k menším kantonům, jeho území je hornaté a tudíž nevhodné k zemědělství. Obyvatelé jsou hlavně chorvatské národnosti, neprotéká tudy žádná větší řeka.

## Obyvatelstvo
Podle posledních údajů ze sčítání lidu tvoří drtivou většinu místního obyvatelstva Chorvati. Nejdominantnějším náboženstvím v kantonu je křesťanství, přičemž nejpočetnějším vyznáním je katolicismus. Nejvýznamnější nekřesťanskou menšinou jsou muslimové s 1,8 % celkové populace. Většina z nich žila v Ljubuški.

### Sčítání 2013
| Opčina        | Národnost | Národnost | Národnost | Národnost | Národnost | Národnost | Národnost | Národnost | Celkem |
| Opčina        | Chorvati  | %         | Bosňáci   | %         | Srbové    | %         | Ostatní   | %         | Celkem |
| ------------- | --------- | --------- | --------- | --------- | --------- | --------- | --------- | --------- | ------ |
| Ljubuški      | 27 327    | 96,96     | 689       | 2,44      | 23        | 0,08      | 556       | 1,97      | 28 184 |
| Široki Brijeg | 28 814    | 99,60     | 6         | 0,02      | 45        | 0,16      | 64        | 0,22      | 28 929 |
| Posušje       | 20 424    | 99,74     | 2         | 0,01      | 5         | 0,02      | 12        | 0,06      | 20 477 |
| Grude         | 17 206    | 99,41     | 3         | 0,02      | 10        | 0,06      | 11        | 0,06      | 17 308 |
| Kanton        | 93 725    | 98,76     | 700       | 0,74      | 83        | 0,09      | 354       | 0,37      | 94 898 |

Text.